# Meglio prima (singolo)
Meglio prima è un singolo del rapper italiano J-Ax, pubblicato il 26 agosto 2011 come secondo estratto dal quarto album in studio Meglio prima (?).
Per il singolo è stato realizzato un videoclip, pubblicato il 30 agosto 2011 sul canale YouTube del rapper.